# هامرسباخ
هامرسباخ (به آلمانی: Hammersbach) یک شهر در آلمان است که در ماین-کینتسیگ واقع شده‌است. هامرسباخ ۴٬۷۵۶ نفر جمعیت دارد.